# Archichlora ambrimontis
Archichlora ambrimontis är en fjärilsart som beskrevs av Claude Herbulot 1960. Archichlora ambrimontis ingår i släktet Archichlora och familjen mätare. Inga underarter finns listade i Catalogue of Life.